# Steffen Weber (Handballspieler)
Steffen Weber (* 16. November 1972 in Wiesbaden) ist ein ehemaliger deutscher Handballspieler, der zuletzt für die HSG FrankfurtRheinMain in der 2. Handball-Bundesliga auflief. 
Der Diplom-Informatiker hat eine Körperlänge von 1,93 m und wiegt 90 kg. Seine Spielposition war Rückraum Mitte.
Weber ist verheiratet.

## Karriere
In der Saison 2008/09 erzielte Weber 131 Tore in 30 Spielen. Nach der Saison 2010/11 beendet er seine Karriere. Am 3. Februar 2012 gab Weber zusammen mit Jan-Olaf Immel in Wiesbaden sein Abschiedsspiel. 2018 half er nochmal bei der SG Wallau/Massenheim aus. Darüber hinaus trainiert er Jugendmannschaften der SG.
Für die deutsche Nationalmannschaft hat Weber 83 Länderspiele bestritten, in denen er 90 Tore erzielte.

## Erfolge
- Vize-Weltmeister 2003
- Europameister 2004[5]
- 8. Platz WM 2001 in Frankreich
- 9. Platz WM 2005  in Spanien
- Supercup-Gewinner 1998 und 2001
- Teilnahme Final-Four-Pokalturnier 2000 und 2003
- Deutscher Meister C-Jugend mit TG Hochheim